# Sofia Razumovskaja
Sofia Razumovskaja, född Stefanovna 1746, död 1803, var en rysk grevinna och mätress till tsar Paul I av Ryssland.
Sofia Stefanovna var dotter till adelsmannen och författaren Stefan Fedorovitj Ushakov, guvernör i Novgorod och senator, och Anna Semenovna. Hennes legitimitet var dubiös, eftersom hennes mor egentligen var gift med Ivan Petrovitj Buturlin, men hade lämnat sin make och levde som gift med sin älskare, Ushakov, efter en bröllopsceremoni med dubiös legitimitet. 
Sofia gifte sig med generaldirektör Mikhail Petrovitj Chertoryzhsky, men hade inga barn med sin sjuklige make. Hon umgicks som änka frekvent vid Katarina den storas hov, där hon deltog ivrigt i sällskapslivet och gjorde sig känd för sin generositet, charm och smak för alla slags nöjen och underhållning. Vid denna tid rådde en viss oro vid hovet över tronföljaren storfurst Pauls hälsa, och det fanns funderingar om huruvida han var stark nog att kunna fullborda sitt framtida äktenskap och skaffa arvingar till kronan. För att besvara denna fråga fick Sofia Stefanovna, som var känd för sin frivola livsstil och charm, uppgiften att ta reda på om tronföljaren var sexuellt kapabel. Hon lyckades inleda en sexuell förbindelse med tronföljaren, med vilken hon fick en son, Semen Velikij (1772–1794), som omhändertogs av monarken. 
Hon gifte sig 1776 greve Peter Kirillovitj Razumovskij, son till fältmarskalk Kirill Grigorievitj Razumovsky. Det är oklart om hon fortfarande var Pauls älskarinna fram till sitt bröllop, och Frankrikes ambassadör beskrev henne då som tronföljarens "förra eller nuvarande älskarinna", men Paul tycks ha stött bröllopet eftersom paret rapporteras ha fått en stor summa pengar av honom som bröllopsgåva. Äktenskapet tycks inte ha varit arrangerat, eftersom hennes blivande svärfar uttryckte ett starkt ogillande mot äktenskapet på grund av åldersskillnaden (hon var fem år äldre) och hennes slöseri och dåliga rykte, något han inte skulle ha gjort om äktenskapet hade beordrats av monarken eller tronföljaren. Äktenskapet beskrivs som lyckligt och harmoniskt, då makarna ska ha varit mycket lika varandra till personligheten. Däremot led Sofia Stefanovna av en allt sämre hälsa, och paret tillbringade därför större delen av sitt äktenskap utanför Ryssland, resande omkring mellan den ena luxuösa kurorten till den andra i Europa, något som lade starka utgifter på deras respektive fäders kassa. Vid Pauls tronbestigning 1797 återvände paret slutligen till Sankt Petersburg. 